# Microsoft Translator
Microsoft Translator - це єдиний на даний момент безкоштовний онлайн словник від Microsoft Corporation, що створений для перекладу у програмах Microsoft Office 2003 та Microsoft Office 2007. Він інтегрується у такі програми, як:
```
- 
Microsoft Word 2003
 і 
Microsoft Word 2007
;
- 
Microsoft PowerPoint 2003
 і 
Microsoft PowerPoint 2007
;
- 
Microsoft OneNote 2003
 і 
Microsoft OneNote 2007
;
- 
Microsoft Excel 2003
 і 
Microsoft Excel 2007
;
- 
Microsoft Publisher 2003
 і 
Microsoft Publisher 2007
;
- 
Microsoft Visio 2003
 і 
Microsoft Visio 2007
;
- 
Microsoft Outlook 2003
 і 
Microsoft Outlook 2007
.
```

На цей момент даний перекладач має функції перекладу такими мовами:
```
    -Англійська;
    -Китайська;
    -Чеська;
    -Арабська;
    -Корейська;
    -Шведська;
    -Болгарська;
    -Німецька;
    -Японська;
    -Гаїтянська;
    -Нідерландська;
    -Грецька;
    -Польська;
    -Данська;
    -Португальська;
    -Івритська;
    -Російська;
    -Іспанська;
    -Тайська;
    -Італійська;
    -Фінська;
    -Китайська;
    -Французька;
    -Українська;
    -Турецька;
    -Румунська;
    -Норвезька;
    -Словацька;
    -Словенська;
    -Угорська;
    -Литовська.
```

Спроби удосконалення Microsoft Translator й далі продовжуються, і можливо, що вже сьогодні до нього добавлено ще якусь мову перекладу.
Microsoft Translator на офіційному сайті Microsoft (англ.) [Архівовано 4 березня 2011 у Wayback Machine.]